# Antonio Guayre
Antonio Guayre Betancor Perdomo (ur. 3 kwietnia 1980 w Las Palmas de Gran Canaria) – piłkarz, od 2009 roku grający dla hiszpańskiego CD Lugo na pozycji środkowego lub prawego pomocnika.
Guayre jest wychowankiem UD Las Palmas wywodzącego się z jego rodzinnej miejscowości. W jego barwach zadebiutował w sezonie 2000/2001 w Primera División i był czołowym graczem zespołu zdobywając 8 goli w lidze. Po roku przeniósł się do Villarreal CF i stał się jego podstawowym zawodnikiem w kolejnych latach. Największy sukces osiągnął w sezonie 2005/2006 dochodząc do półfinału Ligi Mistrzów. Latem 2006 przeszedł do Celty Vigo, z którą na koniec sezonu spadł do Segunda División. W sezonie 2008/2009 grał w Numancii, a w 2009 roku wrócił do Las Palmas.
W reprezentacji Hiszpanii zadebiutował 9 lutego 2005 w wygranym 5:0 meczu z San Marino.